# 覆蓋塞訥河
覆蓋塞訥河（法語：Voûtement de la Senne）是指在1867年2月13日至1871年期間，比利時布魯塞爾對主要河流實行的覆蓋和改道工程。過去塞訥河是流經布魯塞爾城市的主要水道，並且也是其歷史發展的重要一環。但隨著人口增長和工業發展，塞訥河的衛生汙染日益嚴重。到了19世紀，塞訥河已經充斥著大量腐爛的廢棄物，並對公眾健康構成嚴重的威脅。同時塞訥河還經常氾濫，淹沒布魯塞爾部分工人社區。
這項工程是由亨利·莫斯領導的工程生團隊規劃，藉由河川整治工程大幅推動城市更新，並在原先河流位置興建公共建築和林蔭大道。這項工程除了深刻地影響布魯塞爾的城市景觀，還推動城市建築和交通的現代化，被視為是布魯塞爾歷史的重要里程碑之一。直至今日，塞訥河持續流經布魯塞爾城市底下的地下管道，而在其上則有布魯塞爾中央大道。

## 外部連結
- An 1837 map of Brussels, showing the city before the covering of the Senne. （页面存档备份，存于）
- An 1883 map of Brussels, showing the city after the covering of the Senne. （页面存档备份，存于）
- Présentation de l'ouvrage: Bruxelles, chronique d’une capitale en chantier （法語）